# Santana do Livramento
Pour les articles homonymes, voir Santana et Livramento.
Santana do Livramento est une ville brésilienne du Sud-Ouest de l'État du Rio Grande do Sul, faisant partie de la microrégion Campanha centrale et située à 487 km à l'ouest de Porto Alegre, capitale de l'État. Elle se situe à une latitude de 30° 53′ 39″ sud et à une longitude de 55° 32′ 11″ ouest, à une altitude de 208 mètres. Sa population était estimée à 83 478 habitants, pour une superficie de 6 950 km2.
La ville fait frontière avec l'Uruguay, sa voisine de l'autre pays étant la cité de Rivera.

## Villes voisines
- Quaraí
- Rosário do Sul
- Dom Pedrito